# Astorga (Gerichtsbezirk)
Der Gerichtsbezirk Astorga ist einer der sieben Gerichtsbezirke in der Provinz León.
Der Bezirk umfasst 26 Gemeinden auf einer Fläche von 2.330,01 km² mit dem Hauptquartier in Astorga.

## Gemeinden
| Gemeinde                | Einwohner (2024) | Fläche km² | Dichte Einw./km² | Cod INE | Postleitzahl |
| ----------------------- | ---------------- | ---------- | ---------------- | ------- | ------------ |
| Astorga                 | 10.308           | 46,78      | 220              | 24008   | 24700        |
| Benavides               | 2.342            | 74,07      | 32               | 24015   | 24280        |
| Brazuelo                | 312              | 98,13      | 3                | 24023   | 24716        |
| Bustillo del Páramo     | 1.057            | 71,77      | 15               | 24026   | 24357        |
| Carrizo de la Ribera    | 2.222            | 41,85      | 53               | 24039   | 24270        |
| Castrillo de Cabrera    | 102              | 115,87     | 1                | 24043   | 24742        |
| Encinedo                | 616              | 195,01     | 3                | 24067   | 24745        |
| Hospital de Órbigo      | 956              | 4,58       | 209              | 24082   | 24286        |
| Llamas de la Ribera     | 791              | 59,88      | 13               | 24092   | 24271        |
| Lucillo                 | 356              | 164,91     | 2                | 24090   | 24723        |
| Luyego                  | 554              | 132,31     | 4                | 24091   | 24717, 24721 |
| Magaz de Cepeda         | 349              | 72,64      | 5                | 24093   | 24396, 24397 |
| Quintana del Castillo   | 717              | 155,71     | 5                | 24123   | 24397        |
| San Justo de la Vega    | 1.775            | 48,39      | 37               | 24148   | 24710        |
| Santa Colomba de Somoza | 494              | 179,10     | 3                | 24152   | 24722        |
| Santa Marina del Rey    | 1.745            | 45,61      | 38               | 24159   | 24393        |
| Santiago Millas         | 359              | 39,69      | 9                | 24161   | 24732        |
| Truchas                 | 392              | 301,38     | 1                | 24172   | 24740        |
| Turcia                  | 986              | 31,99      | 31               | 24173   | 24285        |
| Val de San Lorenzo      | 492              | 49,49      | 10               | 24185   | 24717        |
| Valderrey               | 416              | 60,23      | 7                | 24182   | 24793        |
| Villagatón              | 636              | 167,06     | 4                | 24210   | 24367        |
| Villamejil              | 653              | 78,98      | 8                | 24214   | 24711        |
| Villaobispo de Otero    | 518              | 31,79      | 16               | 24219   | 24719        |
| Villarejo de Órbigo     | 2.873            | 36,25      | 79               | 24223   | 24358        |
| Villares de Órbigo      | 563              | 25,85      | 22               | 24224   | 24288        |
| Gerichtsbezirk Astorga  | 32.584           | 2.330,01   | 14               | –       | –            |

Auf dem Gebiet des Gerichtsbezirk befinden sich noch das gemeindefreie Gebiete Mancomunidad de Villagatón y Quintana del Castillo auf einer Gesamtfläche von 0,69 km².